# 犍為郡
犍為郡（けんい-ぐん）は、中国にかつて存在した郡。漢代から隋代にかけて、現在の貴州省および雲南省東部と四川省南部にまたがる地域に設置された。

## 概要
紀元前135年（建元6年）、漢の郎中将の唐蒙が軍を率いて夜郎国に入り、夜郎侯多同と会見すると、漢の役人を置くことを約束させた。唐蒙が帰朝すると、その地に犍為郡が立てられた。
前漢の犍為郡は益州に属し、僰道・江陽・武陽・南安・資中・符・牛鞞・南広・漢陽・存䣖・朱提・堂琅の12県を管轄した。王莽のとき、西順郡と改称された。
後漢が建てられると、犍為郡の称にもどされた。犍為郡は武陽・資中・牛鞞・南安・僰道・江陽・符節・南広・漢安の9県を管轄した。
晋のとき、犍為郡は武陽・南安・僰道・資中・牛鞞の5県を管轄した。
南朝宋のとき、犍為郡は武陽・南安・資中・僰道・冶官の5県を管轄した。
南朝斉のとき、犍為郡は武陽・南安・資中・僰道・冶官の5県を管轄した。
南朝梁のとき、戎州が置かれ、犍為郡は戎州に属した。
583年（開皇3年）、隋が郡制を廃すると、犍為郡は廃止されて、戎州に編入された。607年（大業3年）に州が廃止されて郡が置かれると、戎州は犍為郡と改称された。犍為郡は僰道・犍為・南渓・開辺の4県を管轄した。
618年（武徳元年）、唐により犍為郡は戎州と改められた。742年（天宝元年）、嘉州は犍為郡と改称された。758年（乾元元年）、犍為郡は嘉州と改称され、犍為郡の呼称は姿を消した。